# Mountain Studios
«Mountain Studios» — студия звукозаписи.
Была создана в 1975 в Монтрё (Швейцария) в здании знаменитого местного казино по адресу Rue du theatre, 9. Mountain Studios располагалась в левом крыле здания и занимала два этажа. На втором этаже находилась сама студия, где записывали свои партии музыканты, а на первом – «mixing room», где звукорежиссер выполнял свою работу. В 1979 году студия была куплена рок-группой Queen и находилась в её собственности вплоть до 1993 года. Затем студия стала собственностью продюсера и звукорежиссёра Queen Дэвида Ричардса. Кое-какое время Ричардс за отдельную плату устраивал экскурсии в студию, затем он вместе со студией переехал в Атталенсе (Швейцария), а освободившееся место было продано под бар.

## Альбомы, записанные на студии
- Queen
  - Jazz (1978)
  - Hot Space (1982)
  - A Kind of Magic (1986)
  - The Miracle (1989)
  - Innuendo (1991)
  - Made in Heaven (1995)
- Брайан Мэй
  - Back to the Light (1992)
- Фредди Меркьюри и Монсеррат Кабалье
  - Barcelona (1988)
- Роджер Тейлор
  - Fun in Space (1981)
  - Strange Frontier (1984)
- The Cross
  - Shove It (1988)
  - Mad, Bad, and Dangerous to Know (1990)
- AC/DC
  - Fly on the Wall (1985)
- Дэвид Боуи
  - «Heroes» (1977)
  - Lodger (1979)
  - Tonight (1984)
  - Never Let Me Down (1987)
  - Black Tie White Noise (1993)
  - The Buddha of Suburbia (1993)
  - Outside (1995)
- Игги Поп
  - Blah Blah Blah (1986)
- Крис Ри
  - Water Sign (1983)
  - Wired to the Moon (1984)
  - Shamrock Diaries (1985)
  - On the Beach (1986)
- The Rolling Stones
  - Black and Blue (1976)
- Yes
  - Going for the One (1977)
- Magnum
  - Vigilante (1986)

## Источник
1. 1 2  QUEEN - всё о группе Квин и Фредди Меркури. Бывшая студия звукозаписи Queen (ФОТО и ОПИСАНИЕ) (недоступная ссылка)
2. ↑  QUEEN - всё о группе Квин и Фредди Меркури. Бывшая Mountain Studios (ФОТО и ОПИСАНИЕ). Дата обращения: 19 ноября 2010. Архивировано из оригинала 16 февраля 2016 года.